# Toowam
 (juin 2020).
Si vous disposez d'ouvrages ou d'articles de référence ou si vous connaissez des sites web de qualité traitant du thème abordé ici, merci de compléter l'article en donnant les références utiles à sa vérifiabilité et en les liant à la section « Notes et références ».
Toowam était une émission de télévision française pour la jeunesse, diffusée du 1er juillet 2006 au 18 décembre 2009 sur France 3. Elle prend la suite de France Truc et est destinée principalement aux enfants de 6 à 11 ans.

## Principe
L'émission ne possédait aucun présentateur, les séries étaient envoyés par des voix off (celle d'Alexis Tomassian, de Mélanie Vaysse et d'Emmanuel Garijo).
Elle prenait la suite des Minikeums (1993-2002), TO3 (2002-2004) et France Truc (2004-2006).
Le nom « Too », « tout » en langage SMS, fait référence à la très grande variété des séries jeunesse de la chaîne, et « wam », « moi » en verlan, met en avant la convivialité de ces programmes et la notion d'appropriation.
Elle ressemblait aux émissions TF! et Tfou sur TF1 et Les Zouzous sur France 5 (ayant ni sketchs, ni présentateur).

### Déclinaisons
- Toowam Vacances : prolongation de Toowam diffusée pendant les vacances scolaires (les lundis, mardis, jeudis et vendredis sauf les mercredis et dimanches pendant les vacances).
- Chouette Toowam : prolongation de Toowam diffusée tous les samedis matins. Son prédécesseur était le Scooby-Gang (2004-2008).
- Toowam Mix : émission qui a été diffusée chaque dimanche de 20 h 20 à 20 h 45 entre fin 2007 et Juin 2008, reprenant des cartoons américains et des courtes séries françaises.

### Diffusion
L'émission était diffusée tous les matins aux alentours de 6 h 45.

## Arrêt
Après plus de 3 ans de diffusion, Toowam s'est interrompu au profit de Ludo qui a commencé le 19 décembre 2009. Ludo est la nouvelle offre jeunesse qui, à l'instar de CBBC pour la BBC, est commune à toutes les chaînes publiques et qui lance par la même occasion les programmes jeunesse de France 4.

## Habillage
L'habillage de Toowam était composé d'un fond bleu (pour faire rappeler la chaîne) avec des nuages et le logo Toowam en trois dimensions.
À ses débuts, l'émission débutait et se concluait par un générique animé dans les nuages où les héros des différents dessins animés diffusé dans Toowam apparaissaient.
L'émission est régulièrement ponctué par l'apparition du logo de Toowam avec une variation sur la couleur des lettres du logo et de la musique.

### Toowam Web TV
La web TV de Toowam est lancée le 25 octobre 2008. Elle sera remplacée par la Ludo Web TV.